# 沙巴奈
沙巴奈（法語：Chabanais，發音：[ʃabanɛ]），法国中西部市镇，位于新阿基坦大区夏朗德省，隶属于孔福朗区，其市镇面积为15.01平方公里，2022年1月1日时人口数量为1,564人，在法国市镇中排名第6,802位（2022年）。
沙巴奈位于夏朗德省东部，维埃纳河畔，该地历史上曾为一个亲王国的国都，现为一个区域性的中心城市，连接利摩日和昂古莱姆之间的公路和铁路均由此通过。

## 地名来源
根据法国地名学家阿尔贝·多扎的论述，“Chabanais”一名可能出自晚期拉丁语“capanna”，意为“小屋”，对应现代法语单词“cabane”。
沙巴奈所处区域历史上曾通行奥克语利穆赞方言，“Chabanais”在奥克语维基百科对应条目（2025年5月版本）及Openstreetmap中被标记为“Chabanès”。

## 历史
沙巴奈的早期历史尚不清楚，古典时期一条罗马道路可能由此通过。根据当地官方网站的论述，沙巴奈最初的史料记载可追溯至公元十世纪，彼时该地为利摩日教区的一部分。中世纪中后期，沙巴奈被昂古穆瓦伯爵设立为一个亲王国，其领地亦曾几经易主，十六世纪中后期被拆分。1702年，科尔贝家族获得沙巴奈。法国大革命后，沙巴奈连代附近的格勒诺尔成为夏朗德省的一个市镇，并自1793年起成为该省的一个县治。1875年，途经沙巴奈的利摩日—昂古莱姆铁路建成通车。1895年，沙巴奈城堡被拆除，其原址被改建为一所学校，后者于1944年8月被纳粹德军炸毁。二十世纪末，沙巴奈人口数量逐年下降。2014年，沙巴奈县被撤销。

## 地理

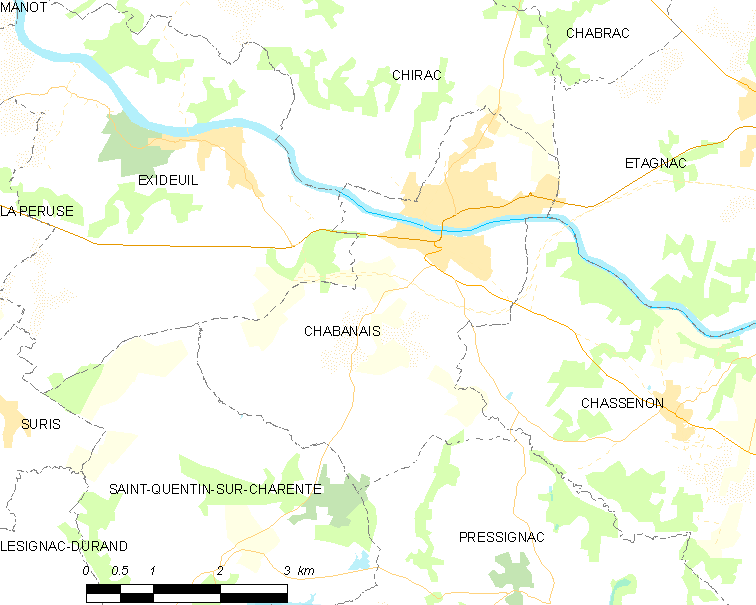
沙巴奈市镇范围地图

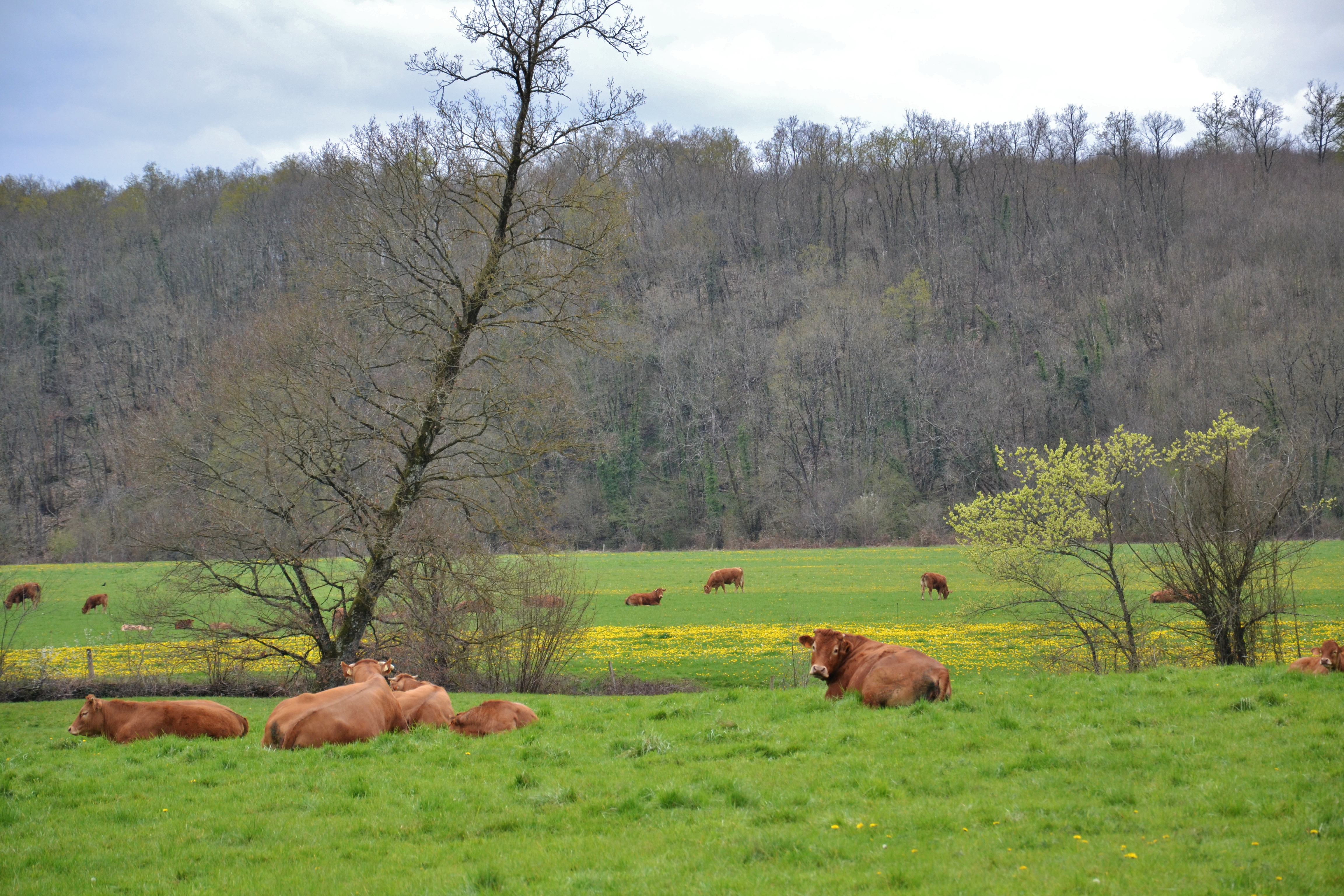
沙巴奈附近的田野景观

沙巴奈位于法国中西部偏南，新阿基坦大区北部和夏朗德省东部，距离省会昂古莱姆大约56公里。与沙巴奈接壤的市镇包括：沙斯农、希拉克、维埃纳河畔埃克西德伊、埃塔尼亚克、普雷西尼亚克和夏朗德河畔圣康坦。

### 地形
沙巴奈位于法国中央高原西部边缘，利穆赞夏朗德地区腹地，境内以丘陵和浅丘为主，市镇中心位于一处河谷内部，地势自河岸向两侧抬升，全境海拔在148到252米之间。

### 水文
维埃纳河自东向西流经沙巴奈镇中心，其左岸支流格雷讷河在市区西侧与其交汇。

### 植被
沙巴奈属于温带阔叶混交林区，林地多分布于河流附近及坡地地带，市区内的维埃纳河左岸开辟有一处绿地公园。
在鲜花城市的评比中，沙巴奈暂未被评级。

### 自然灾害
沙巴奈的地震危险度等级为2级，属于低危险；氡辐射等级为3级，属于高危险。1982至2025年5月间，沙巴奈境内共发生11次有记录的自然灾害，其中6次洪涝，2次干旱。

### 气候
沙巴奈在柯本气候分类法中属于温带海洋性气候（Cfb）。

## 行政区划
沙巴奈的市镇编号为16070，邮政编号为16150。
在行政管理方面，沙巴奈隶属于法国新阿基坦大区夏朗德省孔福朗区；在地方选举方面，沙巴奈隶属于夏朗德-维埃纳县，其市镇范围全境被划入夏朗德省第三选区；在社会管理方面，沙巴奈是利穆赞夏朗德市镇公共社区的组成部分。
截至2025年5月，沙巴奈市镇范围内暂无任何安全优先街区及城市政策优先街区。
法国国家统计与经济研究所（简称“INSEE”）在进行数据统计时，未将沙巴奈划入任何城市核心区（Unité urbaine）及城市辐射区（Aire d'attraction）。此外，INSEE还将沙巴奈市镇整体看作一个“块区”（IRIS），以便于统计人口分布情况。

## 交通

### 公路
法国国道N141线经过沙巴奈，该公路沙巴奈至利摩日之间的路段已经完成双向四车道改造；此外还有夏朗德省省道D29线、D162线、D164线、D170线、D349线和D941线在沙巴奈境内交汇。新阿基坦大区下属的城际客运180线经停沙巴奈，可通往昂古莱姆和利摩日。
2021年，61.2%的沙巴奈家庭拥有至少一辆私人汽车。2023年，沙巴奈境内共发生各类交通事故4起，造成4人受伤，其中3人重伤。
| 28 | 51 |

| 昂古莱姆 | 57 |

| 沙斯讷伊 | 24 |

| 利摩日 | 46 |

| 圣瑞尼安 | 16 |

| 孔福朗 | 20 |

| 罗什舒阿尔 | 11 |

### 铁路

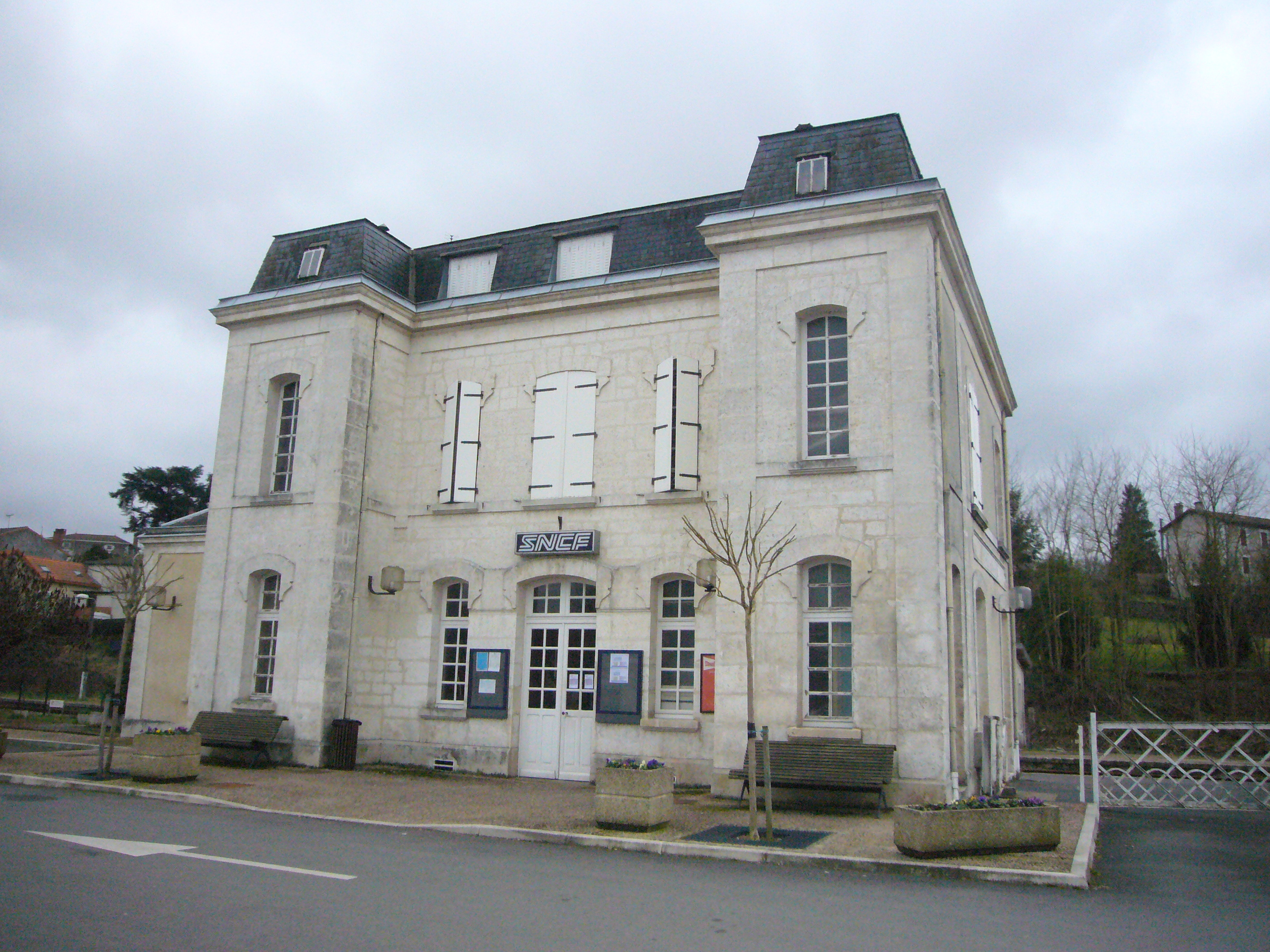
沙巴奈火车站的站房

沙巴奈位于利摩日—昂古莱姆铁路上，沙巴奈站及其所处的该铁路萨亚-沙斯农站以西的路段自2018年3月起处于停运状态。
距离沙巴奈最近的运营中的客运铁路车站为10公里外的萨亚-沙斯农站，该站停靠前往利摩日方向的区域列车。

### 航空
沙巴奈距离利摩日机场的公路里程大约39公里。

### 城市公共交通
截至2025年5月，沙巴奈暂无城市公共交通系统。

## 政治

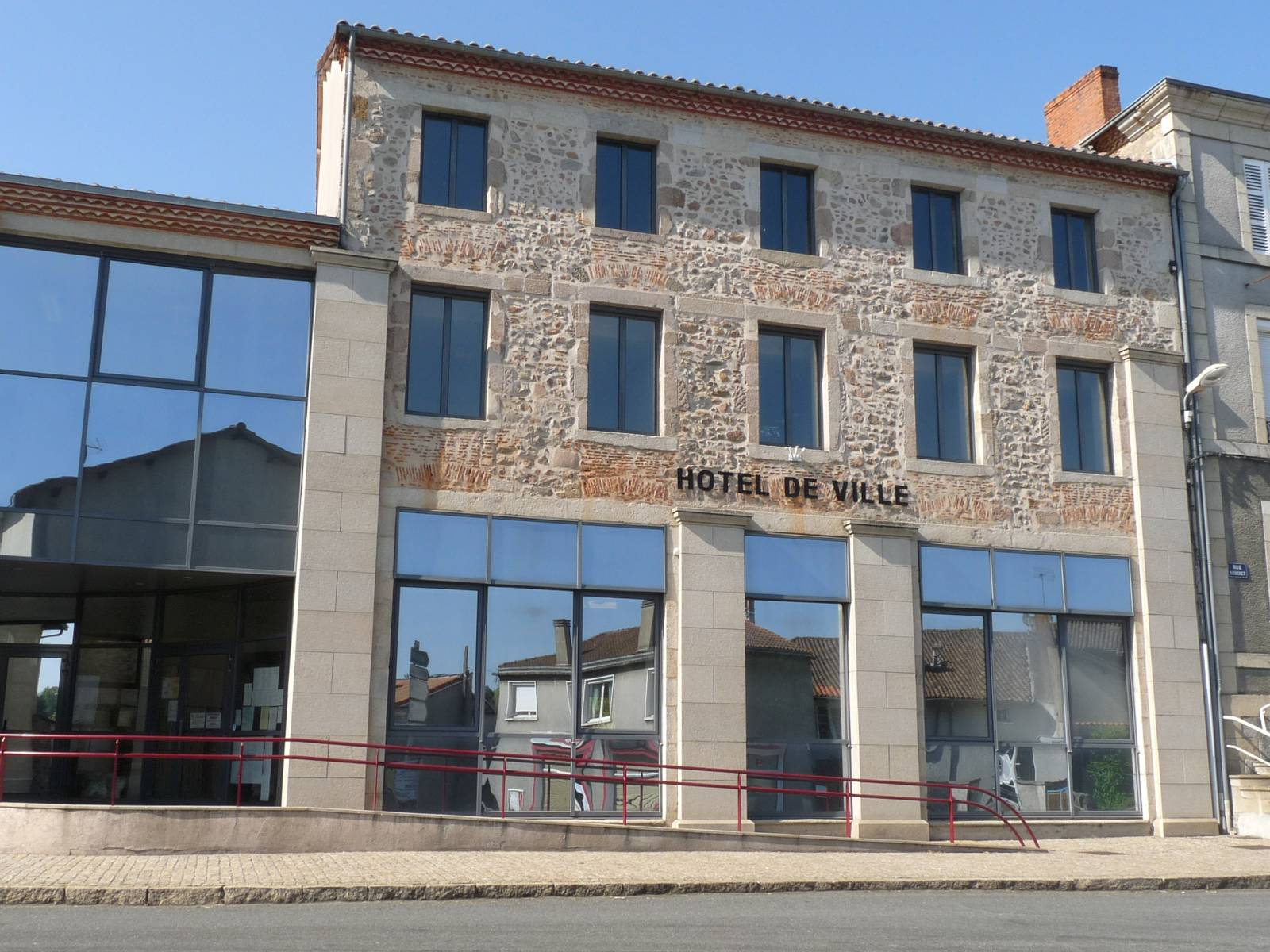
沙巴奈市政厅

沙巴奈的现任市长为米歇尔·布唐先生，他是社会党的一名成员，在2020年的市政选举中获得了54.65%的支持率。
在2022年的法国总统大选的第二轮选举中，法国第25任总统埃马纽埃尔·马克龙在沙巴奈获得了56.32%的支持率。

## 人口
2022年，沙巴奈市镇人口数量为1,564，在法国排名第6,802位。其中男性716人，女性841人，75岁及以上人口占17.8%，外籍人口数量为122人，人口密度为104人/平方公里，当地居民被称为（男性）或（女性）。2015至2021年间，沙巴奈的人口增长率为–1.4%。2022年，沙巴奈境内出生23人，死亡人口34人。
| 沙巴奈1901年－2022年人口变化情况 |
|                                  |
| 数据来源：Cassini、INSEE         |

## 经济
INSEE于2020年将沙巴奈划入圣瑞尼安就业区（Zone d'emploi de Saint-Junien），并又于2022年将其划入沙巴奈生活区（Bassin de vie de Chabanais）。截至2025年1月，沙巴奈市镇范围内共有各类用人单位（包含自雇）315家，比上一年同期新增2家；（零售）、（医疗运输）及（企业管理）是当地2022年已公布营业额最高的三个企业，分别为17,523,568欧元、1,097,088欧元和300,000欧元。

## 财政与居民收入
2023年，沙巴奈的财政收入总额为1,932,450欧元，财政支出总额为1,664,540欧元，当年的债务总额为310,160欧元。2023年，沙巴奈市镇通过增值税获得121,450欧元的收入，此外当地还共获得了212,360欧元的国家直接财政补助。
| 沙巴奈居民收入情况                                                                                 | 沙巴奈居民收入情况  | 沙巴奈居民收入情况  | 沙巴奈居民收入情况  |
| 内容                                                                                               | 沙巴奈              | 夏朗德省            | 法國                |
| -------------------------------------------------------------------------------------------------- | ------------------- | ------------------- | ------------------- |
| 居民平均时薪                                                                                       | 不详                | 14.8欧元（2022年）  | 17欧元（2022年）    |
| 高级职员人均时薪                                                                                   | 不详                | 25.2欧元（2022年）  | 29.1欧元（2022年）  |
| 中级职员人均时薪                                                                                   | 不详                | 16.2欧元（2022年）  | 16.6欧元（2022年）  |
| 普通职员人均时薪                                                                                   | 不详                | 11.8欧元（2022年）  | 12.1欧元（2022年）  |
| 工人人均时薪                                                                                       | 不详                | 12.5欧元（2022年）  | 12.5欧元（2022年）  |
| 贫困率                                                                                             | 不详                | 15.1%（2021年）     | 14.5%（2021年）     |
| 青壮年（15至64岁）失业率                                                                           | 16.8%（2021年）     | 11.9%（2021年）     | 10.4%（2021年）     |
| 家庭总数                                                                                           | 835（2022年）       | 401（2022年）       | 1,160（2022年）     |
| 征税家庭数量占比                                                                                   | 34.7%（2023年）     | 47.7%（2022年）     | 44.8%（2022年）     |
| 家庭年均纳税                                                                                       | 3,170欧元（2023年） | 2,504欧元（2022年） | 4,481欧元（2022年） |
| *注：INSEE未公布2,000人口以下市镇的部分经济数据。 资料来源：INSEE、L'Internaute、Le Journal du Net |                     |                     |                     |

## 社会事务

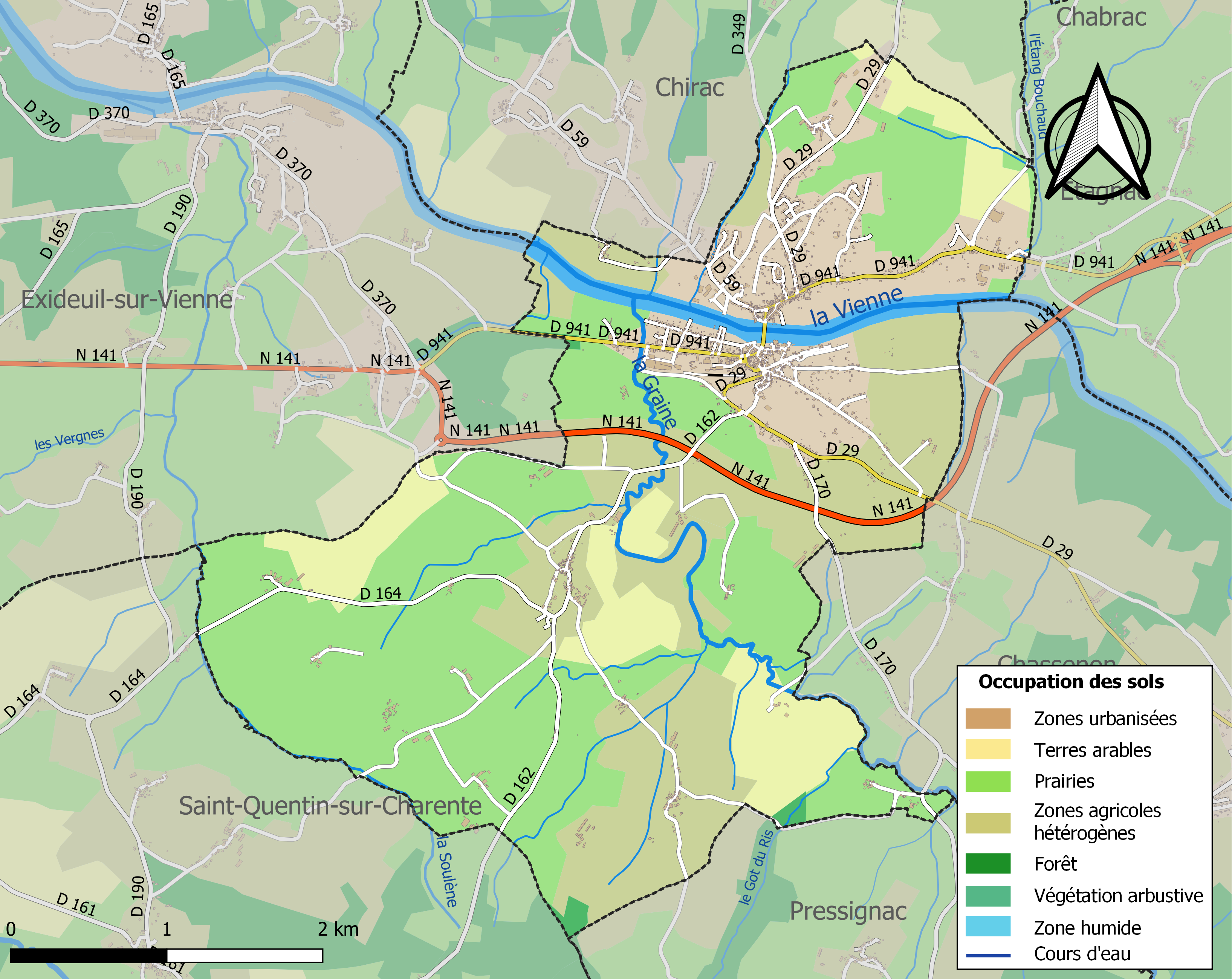
沙巴奈土地利用情况地图

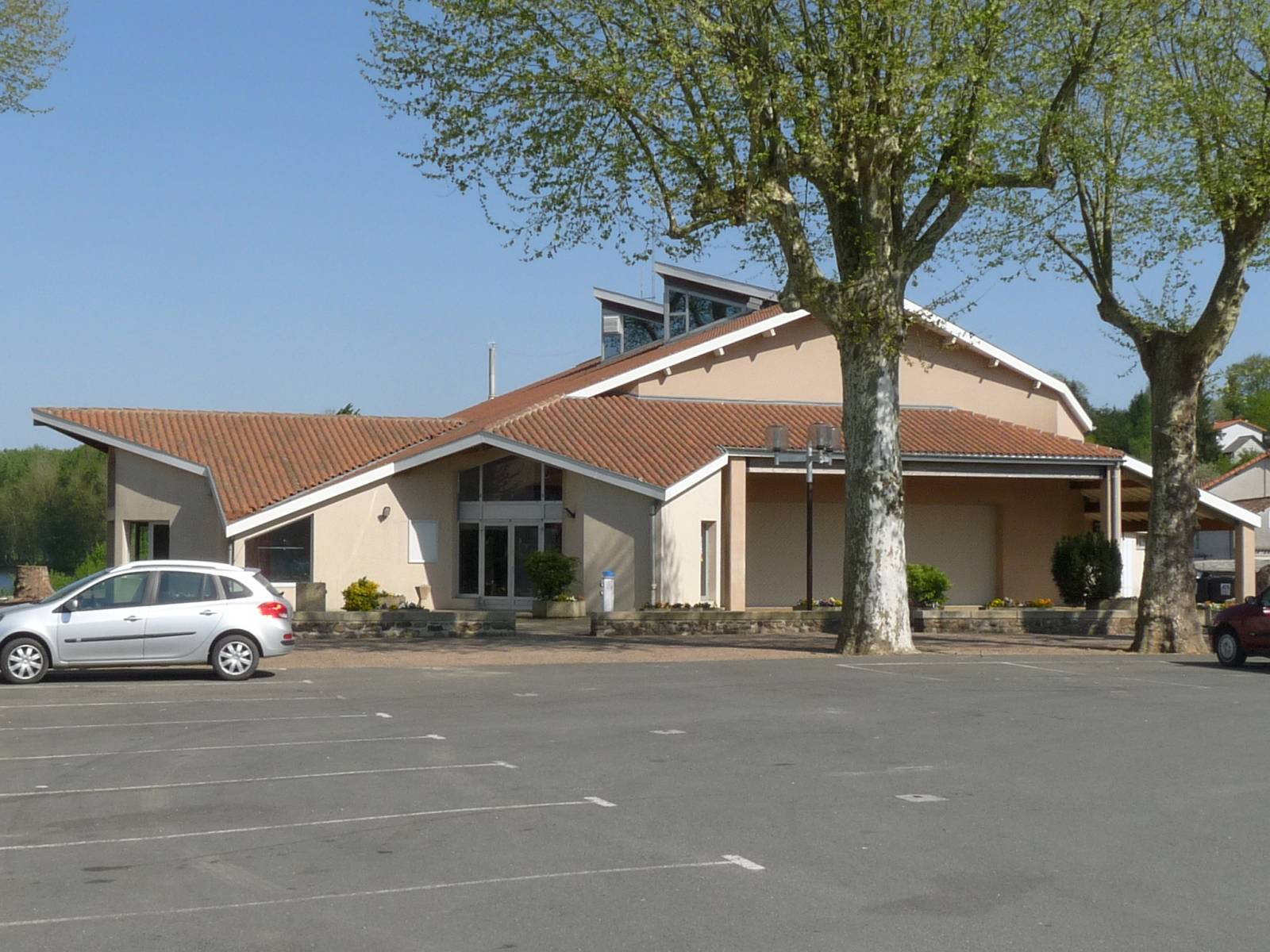
集市广场

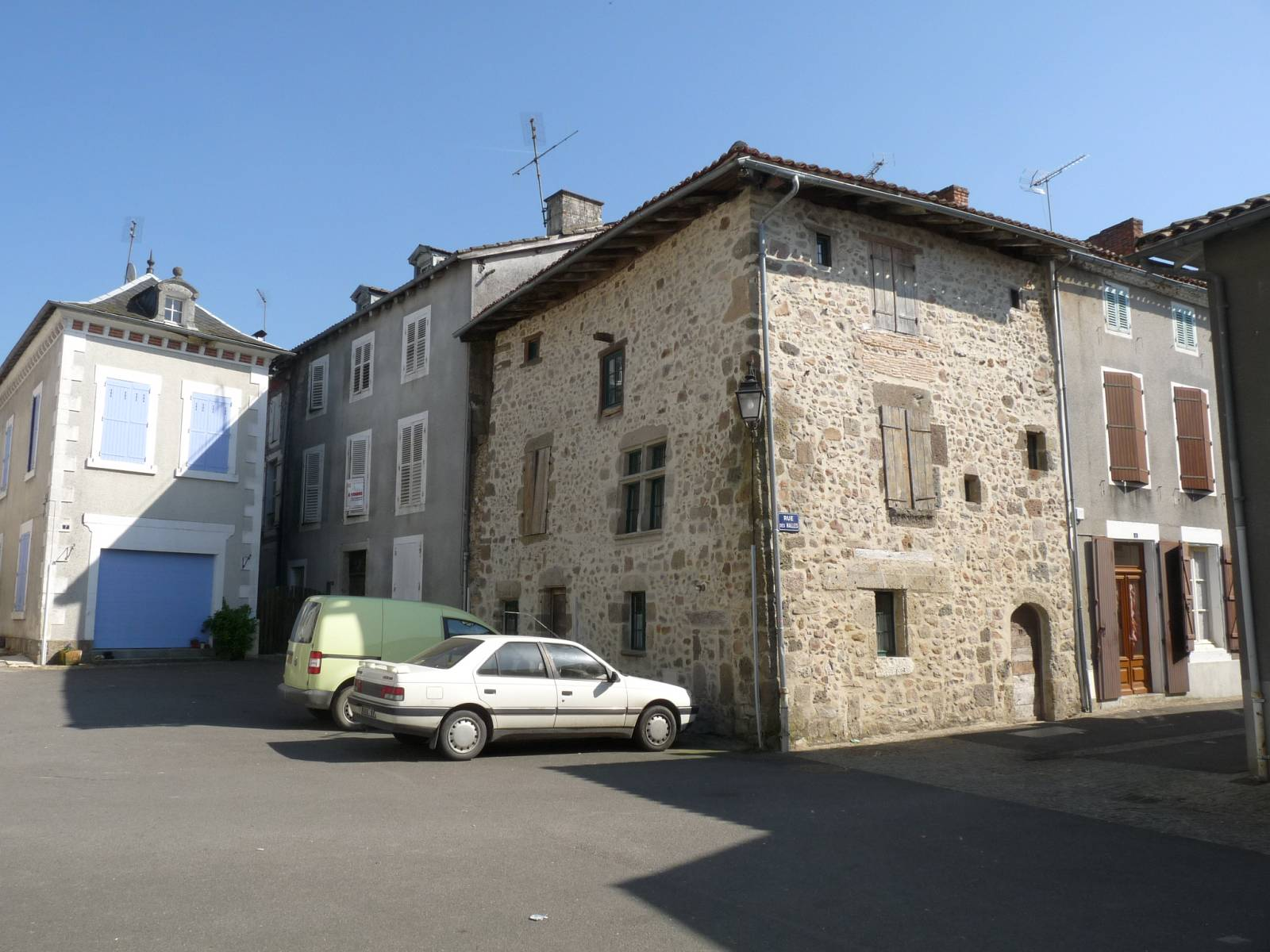
传统民居

### 教育
沙巴奈属于普瓦捷学区。截至2023年1月1日，沙巴奈境内共有1所小学和1所初级中学。2022至2023学年度，沙巴奈境内共有在校中等教育阶段学生260名。

### 医疗
截至2023年1月1日，沙巴奈境内共有全科医生4名、保健师5名、牙医2名、护士7名、药房1家、养老院1家。
距离沙巴奈最近的区域性医疗机构为圣瑞尼安中心医院（Centre Hospitalier de Saint-Junien），全名为“圣瑞尼安-罗什舒阿尔医疗机构”（Etablissements hospitaliers de Saint Junien et de Rochechouart），是法国的一个区域性医疗机构，其主病区医院位于圣瑞尼安市区西侧，距离沙巴奈市区的正常车程大约14分钟，该院设有床位370个。

### 住房
2021年，沙巴奈境内共有各类住房1,091套，其中80.3%为独立式住宅，18.1%为集中式住宅。常住房屋占沙巴奈市镇范围内居民建筑总量的71.2%。2023年，沙巴奈的居住税率为12.76%，不动产税率为40.98%（其中空置土地的不动产税率为59.51%）。
在住房保障政策方面，2023年，沙巴奈境内共有320户家庭获得了家庭津贴补助，受益人数占总人口数量的20.5%，其中160份为房租补助。

### 商业
2021年，沙巴奈境内共有各类实体商铺48家，其中餐厅8家、大型超市2家、杂货店1家、面包房3家、肉铺3家、银行门店2家、美容美发店5家、汽车维修店3家。沙巴奈东北部建有一家Super U超市。

### 体育
2023年，沙巴奈境内共有1间体育馆、1座综合体育场、2处网球场以及3处足球或橄榄球场。
截至2025年5月，沙巴奈足球俱乐部（Chabanais Football Club，编号581839）是沙巴奈境内唯一的一家注册足球俱乐部，其主队2024至2025赛季参加夏朗德省足球联赛丙组（法国第十一级别），其主场为格雷讷球场（Stade de Grêne）。

### 环境
沙巴奈的环境事务由其所属的利穆赞夏朗德市镇公共社区联合各级政府协调负责。2021年，沙巴奈境内暂无污染企业。

### 治安
2021年，沙巴奈市镇范围内共有1处宪兵队。
2024年，沙巴奈市镇范围内累计记录各类案件59起，其中盗窃类案件16起，人身侵犯类案件18起，毒品交易类案件1起。

## 文化

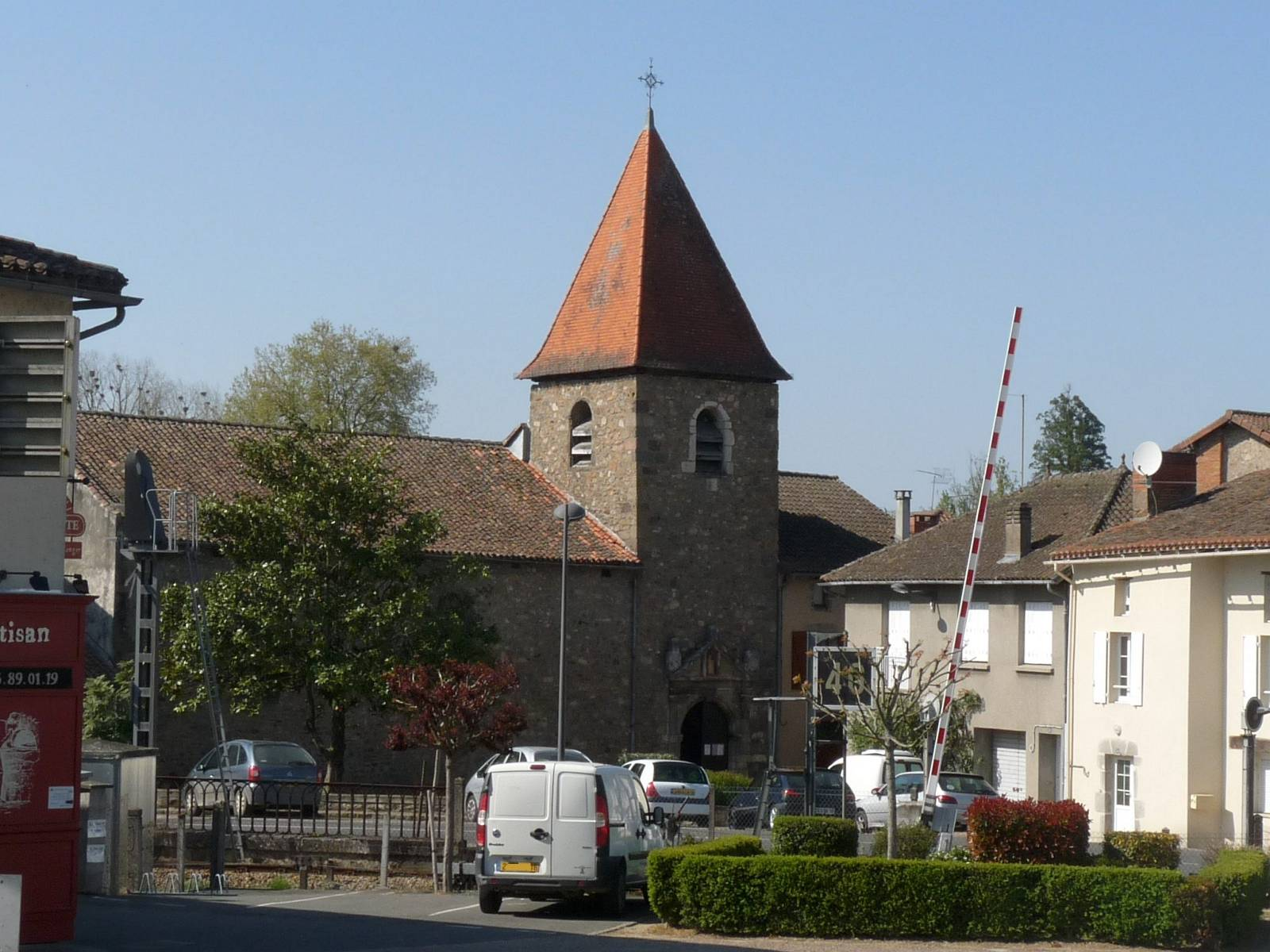
圣伯多禄教堂

2021年，沙巴奈境内暂无任何文化设施。沙巴奈境内建有多媒体中心（Médiathèque），每周二至六向公众开放。

### 建筑
截至2025年5月，沙巴奈境内暂无法国国家文物保护单位，其镇中心的圣伯多禄教堂（Église Saint-Pierre de Chabanais）及圣塞巴斯蒂安教堂（Église Saint-Sébastien de Chabanais）是当地的地标性建筑物。

### 旅游
沙巴奈的旅游事务由其所属的利穆赞夏朗德市镇公共社区联合各级政府协调负责。2024年，沙巴奈境内共有1家酒店共计12间房间。

### 媒体
法国主要的媒体均可在沙巴奈接收，法国电视三台下属的新阿基坦大区频道在部分时段播出沙巴奈所在夏朗德省的地方新闻。《自由夏朗德报》、《西南报》、Ici普瓦图、云雀广播等为当地主要的地方性媒体。

## 相关人物
法兰西王国将军皮埃尔·迪蓬·德莱唐出生于沙巴奈。

## 友好城市
截至2025年5月，沙巴奈共与两座城市建立了友好城市关系：
- 德国 吉森
- 苏格兰 福弗尔